# Григорево
Григоре́во (болг. Григорево) — село в Софійській області Болгарії. Входить до складу общини Єлин Пелин.

## Населення
За даними перепису населення 2011 року у селі проживали 487 осіб.
Національний склад населення села:
| Національність   | Кількість осіб | Відсоток |
| ---------------- | -------------- | -------- |
| болгари          | 389            | 99,2%    |
| інша             | 3              | 0,8%     |
| Всього відповіли | 392            |          |

Розподіл населення за віком у 2011 році:
Динаміка населення: